# Uitsterven

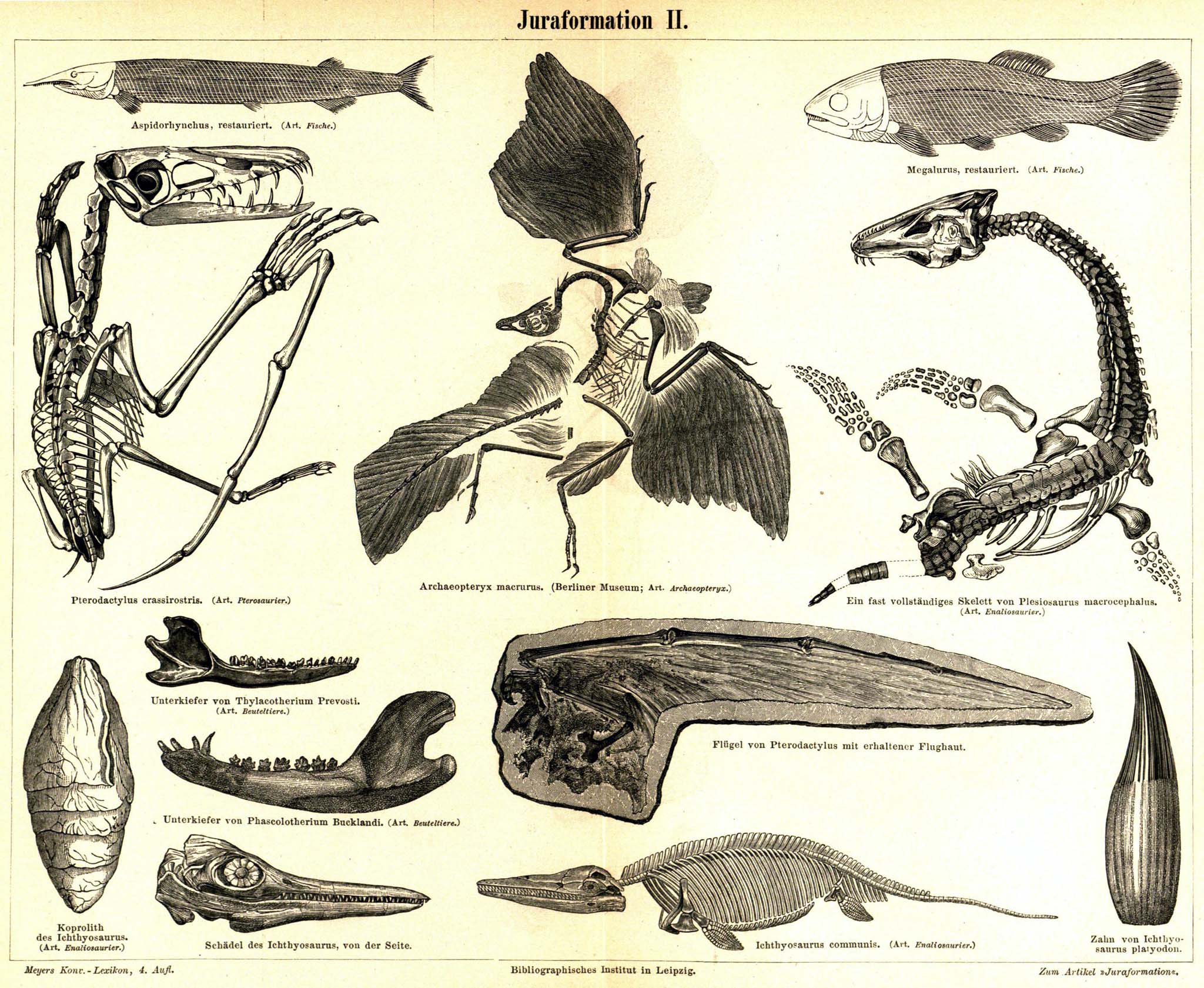
Uitgestorven gewervelden uit het Jura. Tekening uit Meyers Konversations-Lexikon (1885-1890).

In de biogeografie is uitsterven het eindigen van het bestaan van een soort of een andere taxonomische groep. Als het moment van uitsterven wordt algemeen de dood van het laatste individu van de groep of soort beschouwd. Uitsterven is een normaal, natuurlijk verschijnsel. 
Door evolutie en soortvorming ontstaan nieuwe soorten, bijvoorbeeld wanneer een populatie van een bepaalde soort een nieuwe ecologische niche vindt en exploiteert, en daarbij geïsoleerd raakt van andere populaties van dezelfde soort, waarbij adaptatie aan de nieuwe omgeving plaatsvindt. Soorten sterven uit omdat milieufactoren die een bepaalde populatie klein houden, zoals ziekten of predators, toenemen, omdat hun leefomgeving door bijvoorbeeld klimaatsverandering drastisch verandert, of doordat de concurrentie toeneemt.
Gedurende de geschiedenis van het leven zijn soorten meestal binnen tien miljoen jaar na hun verschijning weer uitgestorven. Er wordt geschat dat meer dan 99% van alle soorten die ooit geleefd hebben nu uitgestorven zijn.
Niet uitgestorven soorten worden wel "recente" soorten genoemd. "Levende fossielen", zijn recente soorten, die honderden miljoenen jaren vrijwel zonder te veranderen hebben overleefd.

## Principe

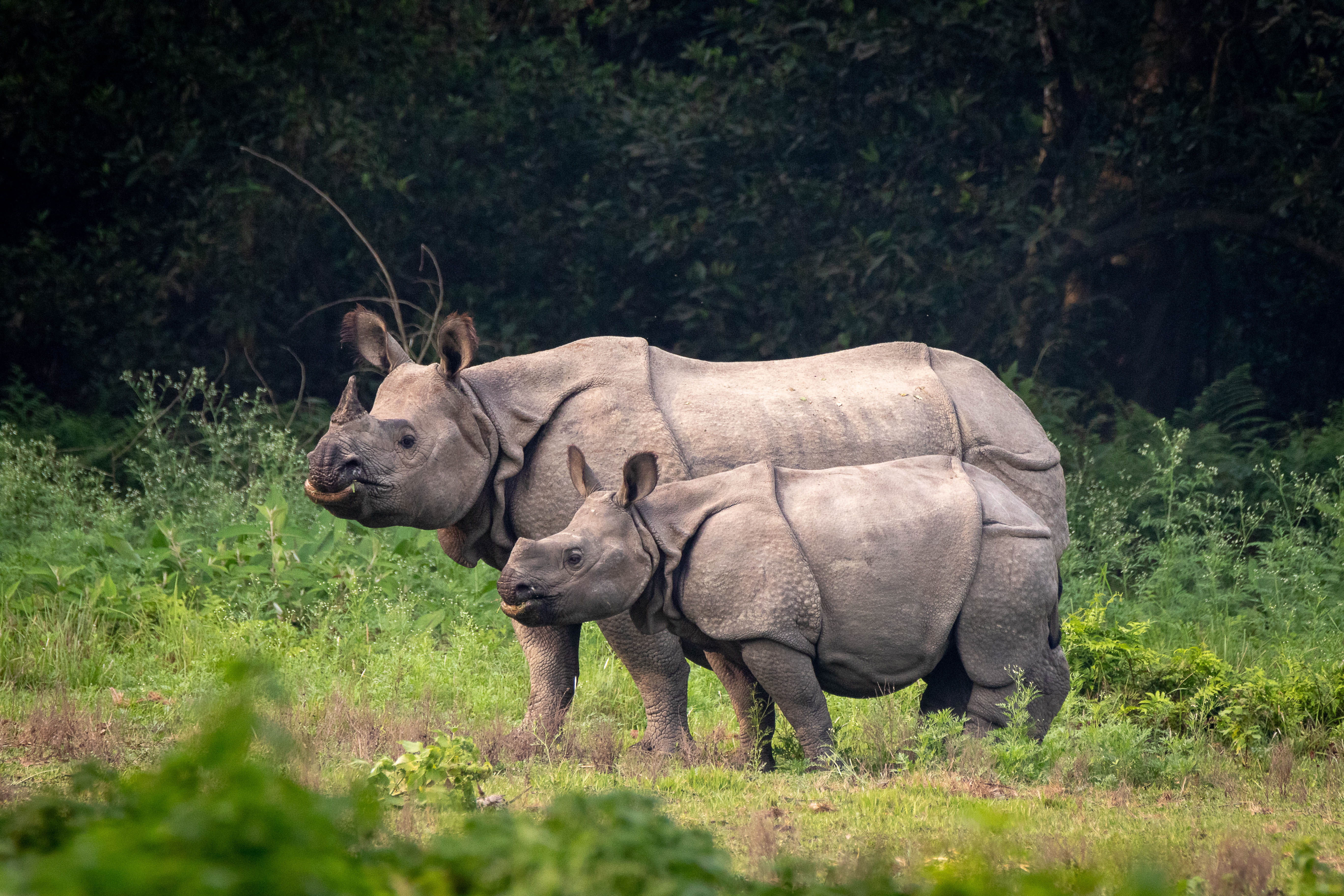
De Indische neushoorn is een van de meest bedreigde diersoorten ter wereld.

Een soort raakt uitgestorven wanneer het laatste individu van die soort sterft. Uitsterving is zeker wanneer er onvoldoende individuen overleven om zich succesvol te kunnen voortplanten. Een soort raakt dan eerst "functioneel uitgestorven", waarbij een klein aantal individuen over is. Deze individuen kunnen zich niet voortplanten, bijvoorbeeld door slechte gezondheid, hoge leeftijd of de afwezigheid van een van de geslachten (bij soorten die zich seksueel voortplanten).
Het nauwkeurig vaststellen van het uitsterven van een soort vereist een duidelijke definitie van wat een soort is. De soort waar het over gaat moet apart van eventuele dochtersoorten geïdentificeerd worden, alsmede van voorouderlijke soorten of nauw verwante populaties, voordat hij uitgestorven verklaard kan worden.

## Lokaal uitsterven
In de ecologie betekent 'uitsterven' vaak "lokaal uitsterven", waarbij een soort verdwijnt uit een bepaald gebied waar deze voorheen wel voorkwam. Zo is de eland in Nederland uitgestorven, maar komt deze elders in Europa nog voor.

## Pseudo-uitsterven
Er kunnen wel of geen evolutionaire afstammelingen van een uitgestorven soort bestaan. Dochtersoorten die evolueerden vanuit een vooroudersoort hebben relatief nog het meeste van de genetische informatie van die soort bewaard. De oudersoort sterft uit, maar de dochtersoort leeft voort. In andere gevallen produceren oudersoorten geen nieuwe varianten of, weet geen van deze varianten te overleven. Uitsterving van een oudersoort waarvan nog wel dochtersoorten of ondersoorten in leven zijn noemt men pseudo-uitsterving (Engels: pseudoextinction). Pseudo-uitsterving is moeilijk aan te tonen, tenzij men een sterke schakeling van bewijzen heeft die levende soorten verbindt aan uitgestorven soorten. 
Bijvoorbeeld, er wordt soms beweerd dat de uitgestorven Hyracotherium, een prehistorisch dier dat verwant is aan het paard, eigenlijk pseudo-uitgestorven is, omdat er verschillende paardensoorten nog in leven zijn, zoals de zebra en de ezel. Een fossiele soort laat geen genetisch materiaal achter, zodat niet kan worden bepaald of de Hyracotherium evolueerde in de moderne paardensoorten, of dat hij gewoon evolueerde vanuit een gemeenschappelijke voorouder, die hij deelde met de moderne paardensoorten. 
Pseudo-uitsterven is gemakkelijker aan te tonen met grotere taxonomische groepen. Zo kunnen de dinosauriërs pseudo-uitgestorven worden genoemd, omdat sommige van hun evolutionaire afstammelingen, de vogels, nog steeds voorkomen.

### Blijvendheid
Tot voor kort betekende uitsterven dat de soort voor altijd van de aardbodem verdwenen was. De broers Heinz en Lutz Heck deden pogingen om uitgestorven wilde voorouders van grote grazers
te "herscheppen", wat leidde tot het ontstaan van het Heckrund
```
en het 
Heckpaard
, maar over het resultaat waren de meningen verdeeld. Recente technologische ontwikkelingen leiden tot de hypothese dat middels het 
klonen
 van verdwenen soorten, deze terug tot leven gebracht zouden kunnen worden. Met een kloonprogramma wordt gepoogd om de 
Tasmaanse buidelwolf
 en de 
Pyrenese steenbok
 terug te krijgen. Het principe is simpel: men neemt 
DNA
 uit een 
fossiel
 en injecteert het in de 
eicel
 van een verwante soort die niet uitgestorven is. Om zo’n kloonprogramma succesvol te doen slagen moet er een voldoende aantal individuen gekloond worden (in het geval van seksueel voortplantende organismen) om een levensvatbare populatie te creëren. Tot op vandaag is het wetenschappers nog niet gelukt om een uitgestorven soort te klonen, door 
technologische
 problemen, maar ook door 
ethische
 en filosofische vragen. Het terugklonen van uitgestorven soorten werd geromantiseerd in de populaire roman en film 
Jurassic Park
.
```

## Massa-extinctie
Er zijn ten minste vijf gebeurtenissen van massaal uitsterven voorgekomen in de geschiedenis van het leven, waarvan vier in de laatste 3,5 miljard jaar, waarbij veel soorten verdwenen, in een relatief korte periode op de geologische tijdschaal. 
| "Big 5" | Wanneer                   | massa-extincties                                                                |
| ------- | ------------------------- | ------------------------------------------------------------------------------- |
| 1       | 447 - 444 miljoen jaar BP | Laat-Ordovicische massa-extinctie of Ordovicium-Siluur-massa-extinctie          |
| 2       | 374 - 359 miljoen jaar BP | Laat-Devonische extinctie                                                       |
|         | 260 miljoen jaar BP       | Midden-Perm-massa-extinctie of Capitaniaanse extinctie                          |
| 3       | 251 miljoen jaar BP       | Perm-Trias-massa-extinctie, de grootste                                         |
| 4       | 202 miljoen jaar BP       | Trias-Jura-extinctie                                                            |
| 5       | 65,95 miljoen jaar BP     | Krijt-Paleogeengrens of Krijt-Tertiairgrens                                     |
|         | 33,5 miljoen jaar BP      | Grande coupure, eind-Eocene massa-extinctie of Eoceen-Oligoceen-massa-extinctie |

De recentste gebeurtenis waarbij soorten massaal uitstierven was de Krijt-Paleogeen-massa-extinctie. Deze vond 66 miljoen jaar geleden plaats aan het eind van het geologisch tijdperk Krijt en is bekend door het uitsterven van onder andere de dinosauriërs (op de vogels na).

## Uitsterven door menselijk handelen

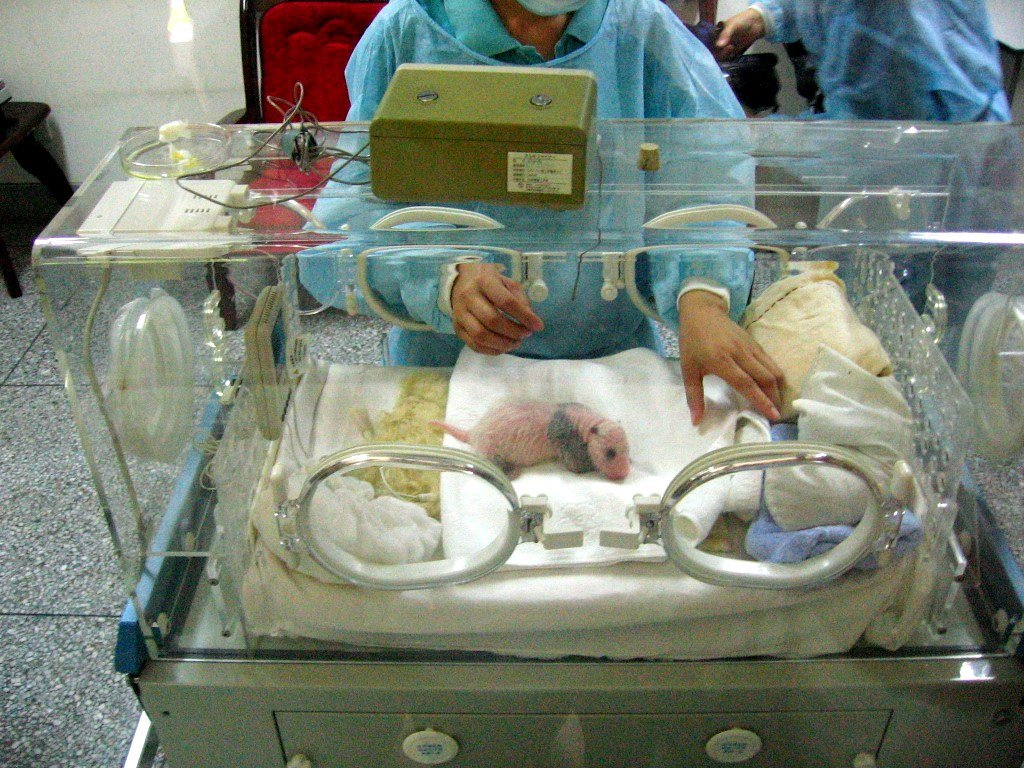
Pasgeboren reuzenpanda in een couveuse in een fokcentrum voor deze bedreigde soort in Chengdu (Sichuan, China)

Naast het echte uitsterven hebben menselijke pogingen om bedreigde soorten te behouden ervoor gezorgd dat soorten de status “EW: uitgestorven in het wild” kunnen krijgen. Soorten met deze status komen alleen voor in gevangenschap, zoals in dierenparken, niet in het wild. Sommige van deze soorten zijn functioneel uitgestorven. Waar mogelijk proberen zoölogische instituten een levensvatbare populatie van een soort te behouden, en soorten mogelijk te herintroduceren in het wild, via zorgzaam geplande fokprogramma’s.
Volgens een enquête onder 400 biologen, in 1998 gehouden door het American Museum of Natural History in New York, bleek dat bijna 70 procent van hen gelooft dat op dit moment sprake is van een vroeg stadium van een door mensen veroorzaakte massa-extinctie, de zesde golf van massaal uitsterven op de geologische tijdschaal. Verder schatte hetzelfde percentage biologen dat zo'n 20 procent van de bestaande soorten binnen 30 jaar (rond 2028) kan uitsterven. De bioloog Edward Osborne Wilson schatte in 2002 dat, als de menselijke vernietiging van de biosfeer in het huidige tempo doorgaat, binnen 100 jaar de helft van de huidige soorten op aarde uitgestorven zal zijn.
Tegenwoordig zijn milieugroeperingen en sommige overheden bezorgd over het uitsterven van soorten door menselijk handelen. Zij proberen om meer uitstervingen te voorkomen. Mensen kunnen het uitsterven van een soort of ondersoort veroorzaken door overexploitatie, milieuvervuiling, vernietiging van leefgebieden, introductie van nieuwe predators, of voedselconcurrenten, en andere invloeden. Volgens de World Conservation Union (IUCN) zijn er 784 soorten uitgestorven sinds het jaar 1500, het in verband met de Columbiaanse uitwisseling gekozen jaartal om moderne uitstervingen te selecteren. Een veel groter aantal soorten is waarschijnlijk verdwenen zonder opgemerkt te worden. De meeste van deze moderne uitstervingen kunnen direct of indirect toegeschreven worden aan menselijk handelen. Bedreigde soorten zijn soorten die gevaar lopen om uit te sterven. Verschillende organisaties proberen erkende bedreigde soorten te behouden door middel van natuurbeschermingsprogramma’s.